# Piccolo Coro dell'Antoniano
Il Piccolo Coro "Mariele Ventre" dell'Antoniano è un coro misto di bambini creato nel 1963 da Mariele Ventre all'Istituto Antoniano di Bologna per accompagnare i piccoli interpreti delle canzoni allo Zecchino d'Oro. Dal 2025 è diretto da Margherita Gamberini.

## Storia

Lo stemma utilizzato fino al 2011

Il nuovo logo del Piccolo Coro

Nel 1961, in occasione della sua terza edizione, lo Zecchino d'Oro da Milano si trasferì presso i Frati Minori dell'Antoniano a Bologna, dove l'insegnamento delle canzoni ai bambini fu affidato alla musicista Mariele Ventre, che i religiosi conoscevano in quanto frequentatrice della parrocchia ed avevano presentato al conduttore del festival Cino Tortorella.
Nel 1963, in seguito al fortissimo desiderio dei bambini partecipanti alle precedenti edizioni, venne istituito un coro che accompagnasse i piccoli solisti nell'esecuzione dei brani. Mariele Ventre stessa assunse la direzione del coro.
Il gruppo, a causa dell'esiguo numero di bambini che lo frequentavano agli inizi, venne nominato “Piccolo Coro dell’Antoniano”: con il passare del tempo i bambini aumentarono ma il nome rimase. Il coro arrivò ad avere fino a 80 elementi; attualmente il numero viene tenuto intorno alla cinquantina.
Mariele Ventre continuò a dirigere il coro fino a poco prima della sua prematura scomparsa, avvenuta il 16 dicembre 1995 a causa di un tumore al seno. In suo onore, il coro è stato ribattezzato Piccolo Coro "Mariele Ventre" dell'Antoniano. All'aggravarsi delle condizioni della Ventre, la direzione fu affidata a Sabrina Simoni, sua allieva e collaboratrice. Durante la sua direzione, il coro tiene molti concerti anche all'estero (come una fortunata tournée in Cina dal 2015 al 2025) e ha cantato in diverse occasioni importanti, come l'Expo di Milano nel 2015.
Il 9 febbraio 2017 il coro è stato invitato come ospite nella terza serata del Festival di Sanremo, dove si è esibito in un medley di alcune fra le più note canzoni della storia dello Zecchino d'Oro.
Esattamente un anno dopo, il 9 febbraio 2018, il Piccolo Coro torna sul palco del Festival di Sanremo insieme al cantante Paolo Rossi, per affiancare il gruppo bolognese Lo Stato Sociale in gara con la canzone Una vita in vacanza. Nel 2019 pubblicano un nuovo singolo, intitolato Come i pesci, gli elefanti e le tigri scritto da Tommaso Paradiso e prodotto da Takagi & Ketra.
Nel gennaio 2025, Sabrina Simoni annuncia la sua decisione di lasciare la direzione del coro, dopo quasi 30 anni di carriera. Il successivo 27 marzo, in occasione delle celebrazioni del 140º anniversario dalla fondazione del quotidiano bolognese Il Resto del Carlino, fa il suo esordio la nuova direttrice Margherita Gamberini.

## Attività

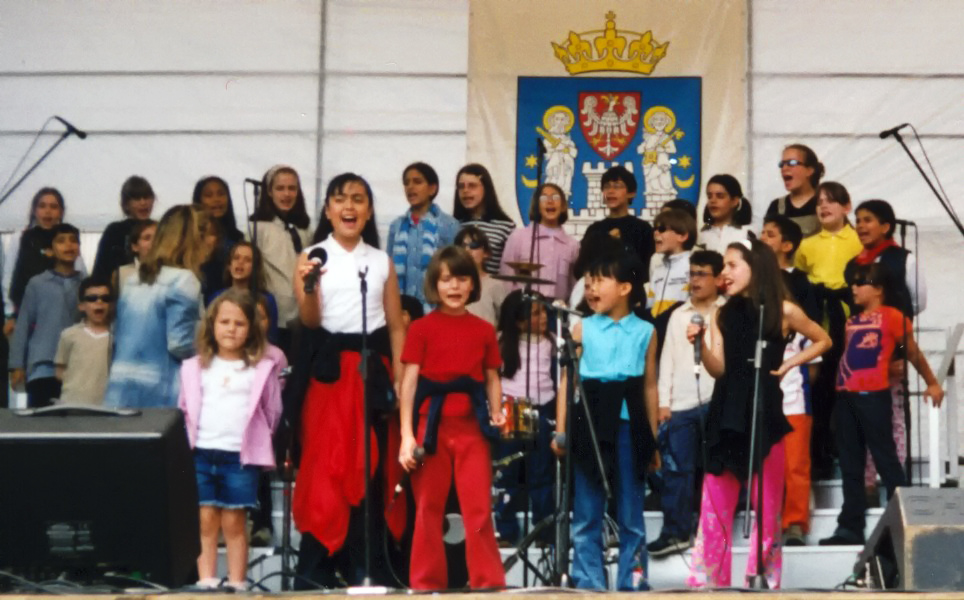
Il coro durante le prove di un concerto a Poznań nel 2001

Le selezioni per entrare e far parte del coro si svolgono nel mese di febbraio all'Antoniano di Bologna e sono aperte a tutti i bambini dai tre ai nove anni (anche se in alcuni casi possono esserci delle eccezioni) che risiedono nella città metropolitana di Bologna.
Dal 1963 ad oggi il Piccolo Coro ha inciso più di 1000 brani. Oltre alla partecipazione annuale allo Zecchino d'Oro, viene spesso invitato in trasmissioni televisive, sia di produzione dell'Antoniano stesso che di altre produzioni, e spesso i suoi concerti vengono trasmessi in televisione da varie emittenti. Il coro ha partecipato alle trasmissioni dell'Antoniano legate allo Zecchino d'Oro. Oltre alle puntate speciali della Festa della Mamma della Pasqua e del Natale (Rai 1 e Rai 2), ha preso parte, spesso come animatore principale, ai programmi: La Banda dello Zecchino (Rai 1), Terraluna (Sat 2000), Parolà (Sat 2000), Arriva lo Zecchino (DeA Kids) e Zecchino show (DeA Kids) e lo Zecchino Family Show (DeA Kids)
Il coro è stato ricevuto e si è esibito davanti a papa Paolo VI, papa Giovanni Paolo II e papa Francesco. Episodio importante nella storia del Piccolo Coro dell'Antoniano è stata la visita al Presidente della Repubblica Giovanni Leone con il concerto nel Salone dei Corazzieri al Quirinale il 22 dicembre 1972.
Nel 2003 il Piccolo Coro è stato nominato Goodwill Ambassador (Ambasciatore UNICEF) con la seguente motivazione:
(Unicef Italia)
Ricoprendo questo ruolo il coro si è esibito al "Premio UNICEF 2004", nel 2005 ha realizzato una serie di concerti il cui ricavato è stato utilizzato per la costruzione di scuole a Banda Aceh, Indonesia, distrutta dallo Tsunami del 2004 e nel 2008 si è esibito per sponsorizzare la campagna unicef "Adotta una Pigotta".
Nell'aprile 2008, a Bologna, ha rappresentato lo Zecchino d'Oro nella cerimonia UNESCO di inserimento tra i "Patrimoni per una Cultura di Pace".
Ispirati al Piccolo Coro "Mariele Ventre" dell'Antoniano sono nati altri cori di voci bianche, riuniti sotto il nome di Galassia dell'Antoniano.

## Direzione
- Mariele Ventre (1963 - dicembre 1995)
- Sabrina Simoni (dicembre 1995 - gennaio 2025)
- Stefano Nanni (gennaio-marzo 2025, ad interim)
- Margherita Gamberini (da marzo 2025)

## Discografia parziale

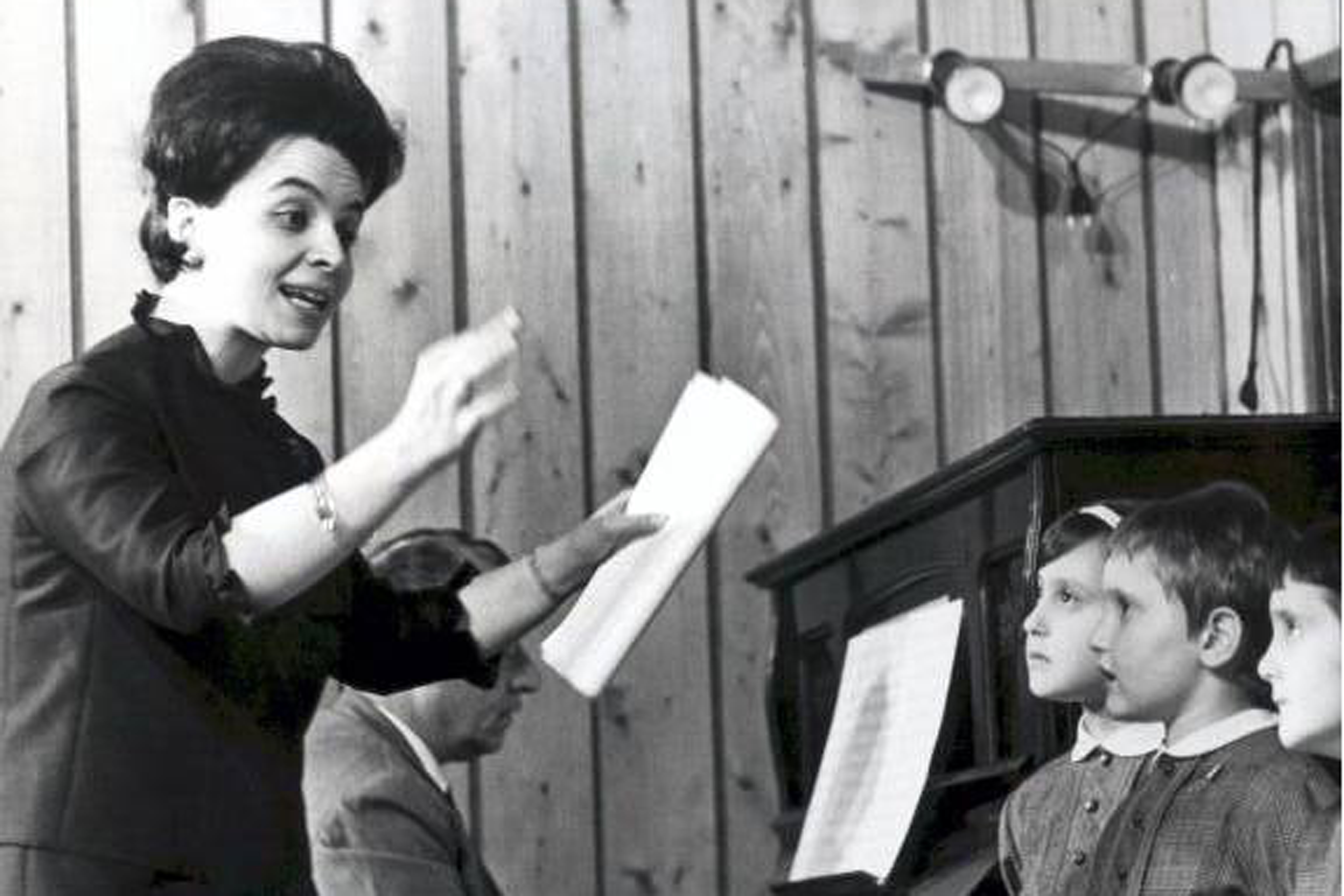
Mariele Ventre tiene una lezione ai bimbi del coro nel 1966

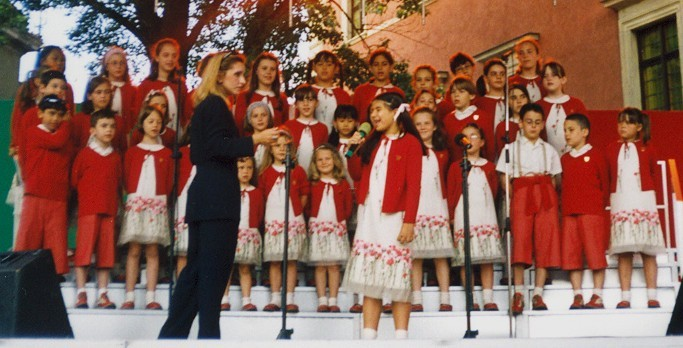
Sabrina Simoni dirige il coro nel 2001

### Album in studio
- 1964 – Alla mia mamma
- 1965 – È Natale
- 1967 – Calendario del bambino
- 1967 – Corrierino musicale
- 1967 – La festa dei distintivi '67
- 1968 – Natale con voi
- 1969 – È tanto facile
- 1969 – La festa dei distintivi '68
- 1970 – Caro Gesù bambino
- 1970 – Cara mamma, caro papà
- 1971 – Il Piccolo Coro nel Far West
- 1971 – Viva Natale
- 1973 – Canta con noi
- 1973 – Girovagando nel tradizionale folklore italiano
- 1973 – Il cantaesopo
- 1975 – Discoteca dei piccoli tre: La tartaruga
- 1978 – Lettera di Natale
- 1981 – Buon Natale Babbo Natale
- 1981 – I re magi
- 1981 – Con San Francesco
- 1983 – Buon Natale
- 1987 – Concerto in Polonia 1
- 1988 – Concerto di primavera
- 1989 – Concerto in Polonia 2
- 1990 – Le canzoni del Baby Zoo
- 1990 – Concerti in Polonia
- 1991 – Missa Antoniana
- 1991 – Concerto in Polonia 3
- 1992 – Viva l'Italiano
- 1993 – Natale nel mondo
- 1994 – Canzoni di Primavera
- 1995 – La mamma colorata
- 1999 – Le 14 più belle canzoni dedicate al Natale
- 2000 – Le 16 più belle canzoni dedicate agli animali
- 2001 – 0-4
- 2002 – Le più belle canzoni dedicate alla mamma
- 2003 – Le più belle ninna nanne dedicate ai bambini
- 2004 – Canti di Natale
- 2006 – Le più belle canzoni sul Natale
- 2008 – Canzoni di Natale
- 2010 – Le canzoni di Natale
- 2011 – Buon Natale in allegria

### Album dal vivo
- 1972 – Il Piccolo Coro dell'Antoniano a Disneyland
- 1974 – Il Piccolo Coro dell'Antoniano a Disneyland 2
- 1979 – Concerto per Papa Wojtyla

### Singoli
- 1964 – La piuma rossa/Il tiro all'orso
- 1967 – Il leprotto pim pum Pam/Tre goccioline
- 1969 – Volevo un gatto nero/Il pesciolino stanco
- 1969 – Volevo un gatto nero/La nuvola bianca e la nuvola nera
- 1970 – Il lungo, il corto e il pacioccone/Ninna nanna del chicco di caffè
- 1970 – La torre degli asinelli/Gli stivali ballerini
- 1972 – La gallina Coccouà/Gli stivali ballerini
- 1980 – Star Blazers/Star Blazers Theme
- 1983 – Bim Bum Bam/Nel castello cosa c'è
- 1984 – Paolo e Uan - Bim Bum Bam/Piccolo Principe
- 1985 – Evelyn e la magia di un sogno d'amore/Nuovi amici a Ciao Ciao
- 1985 – Kiss Me Licia/Che avventure a Bim Bum Bam con il nostro amico Uan
- 1986 – Puffa di qua, puffa di là/Buon compleanno Grande Puffo
- 2018 – Che ragno stravagante (Spiderted)
- 2019 – Come i pesci, gli elefanti e le tigri

### Collaborazioni
- 1983 – Fivelandia
- 1984 – Bim bum bam
- 1984 – Fivelandia 2
- 1985 – Bim bum bam 2
- 1985 – Fivelandia 3
- 1987 – Fivelandia Collection
- 1995 – Pavarotti and Friends
- 1995 – Tributo ad Augusto
- 1999 – Omaggio a Mariele
- 2009 – Non basta un sorriso
- 2016 – Il segreto (per Mariele)
- 2018 – Una vita in vacanza (Lo Stato Sociale)

### Zecchino d'Oro
Dalla sua fondazione, il Piccolo Coro ha partecipato a tutti gli album dello Zecchino d'Oro, uno all'anno, contenenti le canzoni partecipanti a quell'edizione della trasmissione, oltre a numerosissime raccolte, alcune fatte utilizzando le incisioni originali, altre realizzate ex novo. Di seguito sono elencate le raccolte, per gli album relativi alle singole edizioni si rinvia alla voce dell'edizione stessa.
- 1979 – Le canzoni più più più dello Zecchino d'Oro
- 1987 – Quelli dello Zecchino
- 1996 – Zecchino d'Oro vol 1
- 1996 – Zecchino d'oro vol 2
- 1998 – D'oro Zecchino
- 2001 – Zecchino d'Oro story
- 2001 – Le più belle canzoni del Piccolo Coro dell'Antoniano
- 2003 – Zecchino d'Oro 1983-2002
- 2004 – Zecchino d'Oro gli anni 80
- 2004 – Zecchino d'oro gli anni 90
- 2005 – In vacanza con lo Zecchino d'Oro
- 2006 – W i nonni
- 2006 – Le più belle canzoni sul Natale
- 2006 – I colori del mondo
- 2006 – Le più belle canzoni sugli animali
- 2006 – Le più belle canzoni sulla scuola
- 2008 – La valigetta dello Zecchino d'Oro
- 2008 – Gnamm... Che musica!
- 2008 – Vacanzissime
- 2008 – Super Zecchino d'Oro
- 2009 – Lo Zecchino D'oro 1966-1978
- 2009 – Le allegre canzoncine dello Zecchino d'Oro
- 2009 – La Banda Birichina
- 2010 – Il meglio del Piccolo Coro dell'Antoniano
- 2010 – Il favoloso mondo dell'Antoniano - Tutti a tavola
- 2010 – Il favoloso mondo dell'Antoniano - Giramondo
- 2010 – Il favoloso mondo dell'Antoniano - Facciamo festa
- 2010 – Il favoloso mondo dell'Antoniano - Uno zoo che canta
- 2010 – Il favoloso mondo dell'Antoniano - La favolosa banda
- 2010 – Impariamo Cantando Con Lo Zecchino d'Oro - la geografia
- 2010 – Impariamo Cantando Con Lo Zecchino d'Oro - le parole
- 2010 – Impariamo Cantando Con Lo Zecchino d'Oro - l'ecologia
- 2010 – Impariamo Cantando Con Lo Zecchino d'Oro - la musica
- 2010 – Impariamo Cantando Con Lo Zecchino d'Oro - la storia
- 2017 – Il meglio dello Zecchino d'Oro

## Videografia
- I cartoni dello Zecchino d'Oro (2000 - 2014, 2015-presente)

## Interpreti
Nella storia del Piccolo Coro si trovano anche nomi di interpreti di brani delle precedenti edizioni, tra cui:
- Gianfranco Tonello (Non lo faccio più), dal 1964 al 1969.
- Giuseppe Vivolo (I tre corsari), dal 1965 al 1968.
- Daniela Airoldi (Concertino in cucina), dal 1965 al 1972.
- Bruno Chicca & Paolo Chicca (I numeri), dal 1965 al 1972.
- Cristina D'Avena (Il valzer del moscerino e È fuggito l'agnellino), dal 1969 al 1976 (prima edizione).
- Fabrizio Ventura (Baciccia il pirata), dal 1970 al 1975.
- Simonetta Gruppioni (Il caffè della Peppina), dal 1970 al 1978.
- Barbara Bernardi (Ninna nanna del chicco di caffè), dal 1971 al 1978.
- Caterina Zarelli (La sveglia birichina), dal 1971 al 1978.
- Fabiola Ricci (La sveglia birichina), 1974 e 1975.
- Francesca Bernardi (La Teresina), dal 1976 (prima edizione) al 1984.
- Fabio Barbieri (Il fiore di città), dal 1976 (seconda edizione) al 1982.
- Enrico Zanardi (Gugù bambino dell'età della pietra), dal 1976 (seconda edizione) al 1982.
- Silvia Dall'Olio ( Un sole tutto mio), dal 1978 al 1984.
- Clarissa D'Avena (E l'arca navigava), dal 1978 al 1986.
- Lucia Mele ( L'allegria, diretta TV), dal 1988 al 1995.
- Riccardo Ramini ( Il gran concorso degli animali), dal 1991 al 1997.
- Alessandro Pirotti ( Vieni nel mio villaggio), dal 1996 al 2003.
- Sonia Cheng ( Bambolotto di caucciù), dal 1997 al 2003.
- Elena Baccellini ( Vieni nel mio villaggio), dal 1998 al 2005.
- Daniele Di Somma ( Vieni nel mio villaggio), dal 2000 al 2004.
- Alice Nicodemo (W la neve), dal 2002 fino al 2004 e per un pò di tempo nel 2009.
- Amelia Fenosoa Casiello ( La palma dell'acqua), dal 2012 al 2015.
- Matilde Zama (Le galline intelligenti… ma sgrammaticate!), dal 2013 al 2015.
- Samuele Ostan (La ballata del principe azzurro), dal 2013 al 2019.
- Angelica Rita Lampis (Sì, davvero mi piace!), 2018 e 2019.
- Nicole Curatolo (Il bombo), dal 2020 al 2022.
- Matilde Gazzotti (I pesci parlano), dal 2020.

Alcuni degli ex coristi del Piccolo Coro continuano a cantare nel gruppo delle Verdi Note; altri cantano nel coro Vecchioni di Mariele, un'associazione a promozione sociale.

## Galassia dell'Antoniano

Logo della Galassia dell'Antoniano

La Galassia dell'Antoniano è nata formalmente nel gennaio 2009 (in seguito allo scioglimento avvenuto nella notte tra il 31 dicembre 2008 e il 1º gennaio 2009 della Galassia di Chicco e Doretta) per riunire i cori infantili e di voci bianche nati ispirandosi all'Antoniano, allo Zecchino d'Oro e, più in particolare, al Piccolo Coro "Mariele Ventre" dell'Antoniano.
Il 4 marzo 2001 si sono riuniti a Gorgonzola otto Piccoli Cori che diedero vita al concerto dedicato a Mariele Ventre intitolato "Dal cielo con amore". Durante l'incontro questo gruppo (fino ad allora informale) di cori di voci bianche prese il nome di Galassia di Chicco e Doretta..
Nel maggio 2001 la Galassia contava già 14 cori partecipanti.
Il 22 giugno 2002 si svolse a Sassari la seconda edizione del concerto "Dal cielo con amore".
Nel novembre 2002 i cori erano passati a 23.
Di grande importanza è stato anche il 4º Raduno dei Cori della Galassia, manifestazione svoltasi a Caorle il 19 giugno 2004 organizzata dal Coro Arcobaleno di Caorle (diretto a quel tempo da Maria Fiorella Ventinelli e attualmente dalla cantante Maria Dal Rovere) in collaborazione con il Comune di Caorle, presentata da Cino Tortorella, che ha visto la presenza di ben 21 piccoli cori appartenenti alla Galassia per un totale di circa 750 bambini provenienti da tutta Italia.
La Galassia ha partecipato alla Chiusura del Giubileo, alla Festa della Mamma 2001, all'Incontro Nazionale delle Famiglie con il Papa del 2001 - tutte occasioni trasmesse su Rai 1.
Il 25 dicembre 2005 ha partecipato alla trasmissione Natale da Favola (che si svolge ogni anno negli studi dell'Antoniano), cantando Mariele chi è? insieme al Piccolo Coro "Mariele Ventre" dell'Antoniano.
Nel 2020 il coro Chór Dziecięcy MILLE VOCI di Varsavia si è unito alla Galassia, diventandone uno dei due membri esteri (l'altro è il coro portoghese CRESCENDI).